# Liriomyza amarellae
Liriomyza amarellae är en tvåvingeart som beskrevs av Erich Martin Hering 1963. Liriomyza amarellae ingår i släktet Liriomyza och familjen minerarflugor.
Artens utbredningsområde är Tyskland. Inga underarter finns listade i Catalogue of Life.